# Imed Kaddidi
Imed Kaddidi (arab. عماد قديدي ;ur. 8 listopada 1995) – tunezyjski zapaśnik walczący przeważnie w stylu wolnym. Zdobył złoty medal na mistrzostwach Afryki w 2023; srebrny w 2020 i 2022; brązowy w 2017 i 2018 i piąte miejsce w 2014. Piąty na igrzyskach panarabskich w 2023. Brązowy medalista mistrzostw arabskich w 2023 i 2024. Mistrz śródziemnomorski w 2018 roku.